# Primera División 1913 (FAF)

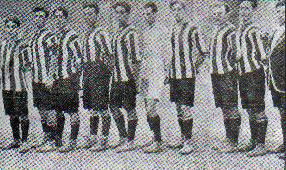
L'Estudiantes vinse nel 1913 la Primera División, il primo titolo della sua storia.

La Primera División 1913, organizzata dalla Federación Argentina de Football, si concluse con la vittoria dell'Estudiantes.

## Classifica finale
|     | Classifica finale           | Pti | G  | V  | N | P  | GF | GS | DR  |
| --- | --------------------------- | --- | -- | -- | - | -- | -- | -- | --- |
| 1.  | Estudiantes                 | 31  | 18 | 14 | 3 | 1  | 64 | 16 | +48 |
| 2.  | Gimnasia (BA)               | 28  | 18 | 11 | 6 | 1  | 46 | 19 | +27 |
| 3.  | Argentino de Quilmes        | 27  | 18 | 12 | 3 | 3  | 38 | 21 | +17 |
| 4.  | Kimberley (BA)              | 21  | 18 | 9  | 3 | 6  | 34 | 31 | +3  |
| 5.  | Independiente               | 19  | 18 | 7  | 5 | 6  | 39 | 33 | +6  |
| 6.  | Hispano Argentino           | 17  | 18 | 8  | 1 | 9  | 21 | 40 | -19 |
| 7.  | Tigre                       | 15  | 18 | 6  | 3 | 9  | 23 | 38 | -15 |
| 8.  | Porteño                     | 12  | 18 | 4  | 4 | 10 | 26 | 32 | -6  |
| 9.  | Atlanta                     | 8   | 18 | 3  | 2 | 13 | 33 | 57 | -24 |
| 10. | Sociedad Sportiva Argentina | 2   | 18 | 0  | 2 | 16 | 15 | 52 | -37 |

## Classifica marcatori[1]
| Gol |  |  | Giocatore          | Squadra              |
| --- |  |  | ------------------ | -------------------- |
| 16  |  |  | Guillermo Dannaher | Argentino de Quilmes |